# Wilhelm Claussen (Komponist)
Wilhelm Adolf Ludwig Claussen, auch Wilhelm Claußen (* 16. September 1844 in Wismar; † 22. Dezember 1869 in Schwerin) war ein deutscher Komponist.

## Leben
Wilhelm Claussen war der Sohn des späteren Hofschauspielers und Theatersekretärs Gustav Theodor Claussen († 1877) und dessen Frau Magdalene, geb. Hagemann. Er wuchs in Schwerin auf, wo er das Gymnasium Fridericianum Schwerin bis zur Sekunda besuchte. Bereits mit zwölf Jahren komponierte er ein Terzett für Klavier, Violine und Cello. Ab 1861 studierte er am Stern’schen Konservatorium in Berlin, unter anderem bei Hans von Bülow, Flodoard Geyer und Hugo Schwantzer. 1864 wurde er selbst Lehrer am Konservatorium.
1866 war Claussen der erste Preisträger der von Giacomo Meyerbeer testamentarisch errichteten Meyerbeeer-Stiftung. Er erhielt den Preis für die Konzert-Ouvertüre Othello, die Kantate Jephtas Tochter und die Doppelfuge Aus tiefer Not schrei ich zu dir. Der Preis ermöglichte ihm Studienreisen nach Italien und Frankreich. 
Claussen war Mitglied des Schweriner Schlosskirchenchores und Ehrenmitglied des Tonkünstlervereins.
Er starb im Alter von 25 Jahren an Lungen-Schwindsucht in Schwerin.

## Werke
- Hamlet- und Romeo-Ouvertüre (1864 in Berlin aufgeführt)
- Taucher-Ouvertüre (1866 in Schwerin aufgeführt)
- 1866 Meyerbeer-Preis für die Konzert-Ouvertüre Othello, die Kantate Jephtas Tochter und die Doppelfuge Aus tiefer Not schrei ich zu dir
- C-Dur-Sinfonie (1866/67 in Schwerin aufgeführt)
- Musik zum Satyrspiel Der Cyklop von Euripides
- Nocturno für Streichquartett
- Männerquartett Wenn der Frühling von den Bergen steigt